# Heeten
Heeten is een dorp in de Nederlandse gemeente Raalte (provincie Overijssel) en telt 3.715 inwoners. Het dorp ligt in de streek Salland, tussen Deventer en Raalte, minder dan tien kilometer van de Holterberg vandaan. Nieuw Heeten, een klein plaatsje zes kilometer ten oosten van het dorp Heeten, is naar Heeten vernoemd.
Belangrijkste provinciale weg in Heeten is de N332. Dit is de weg van Raalte (N348) via Heeten naar Holten (A1) en Lochem, en de weg van Heeten naar Deventer. Er is een buurtbus van Raalte via Heeten naar Olst en een buurtbus van Heeten naar Deventer (dienstregeling 2024).

## Zie ook

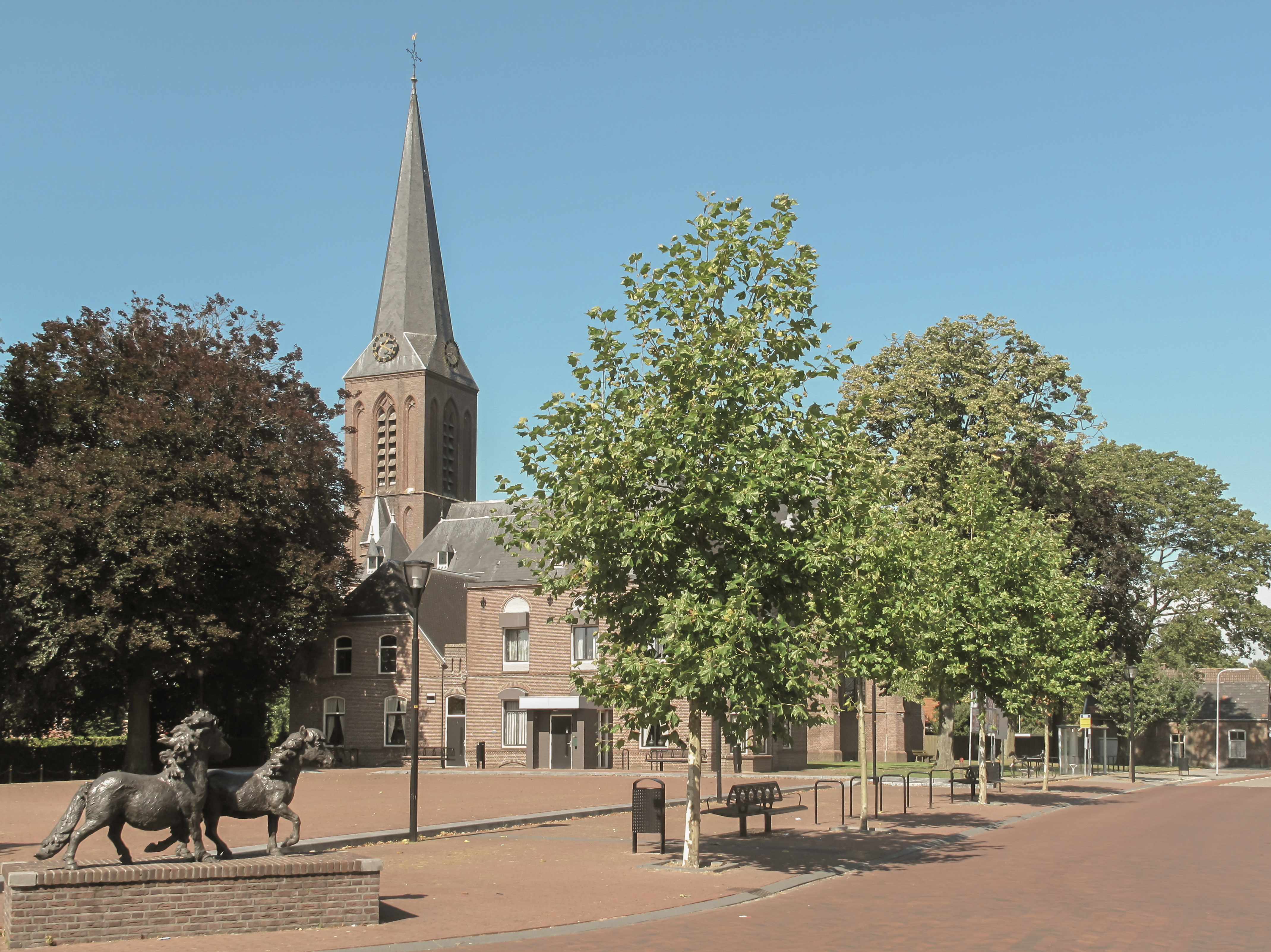
R.K. parochiekerk Onze Lieve Vrouwe Onbevlekt Ontvangen